# Loulan
| Uigurische Bezeichnung          | Uigurische Bezeichnung |
| ------------------------------- | ---------------------- |
| Arabisch-Persisch (Kona Yeziⱪ): | كروران قەدىمكى شەهىرى  |
| Lateinisch (Yengi Yeziⱪ):       | Kroran ⱪədimki xəⱨiri  |
| Kyrillisch (Sowjetunion):       | Кроран қәдимки шәһири  |
| Chinesische Bezeichnung         |                        |
| Kurzzeichen:                    | 楼兰故城               |
| Langzeichen:                    | 樓蘭故城               |
| Umschrift in Pinyin:            | Lóulán gùchéng         |
| Umschrift nach Wade-Giles:      | Lou-lan ku-ch'eng      |

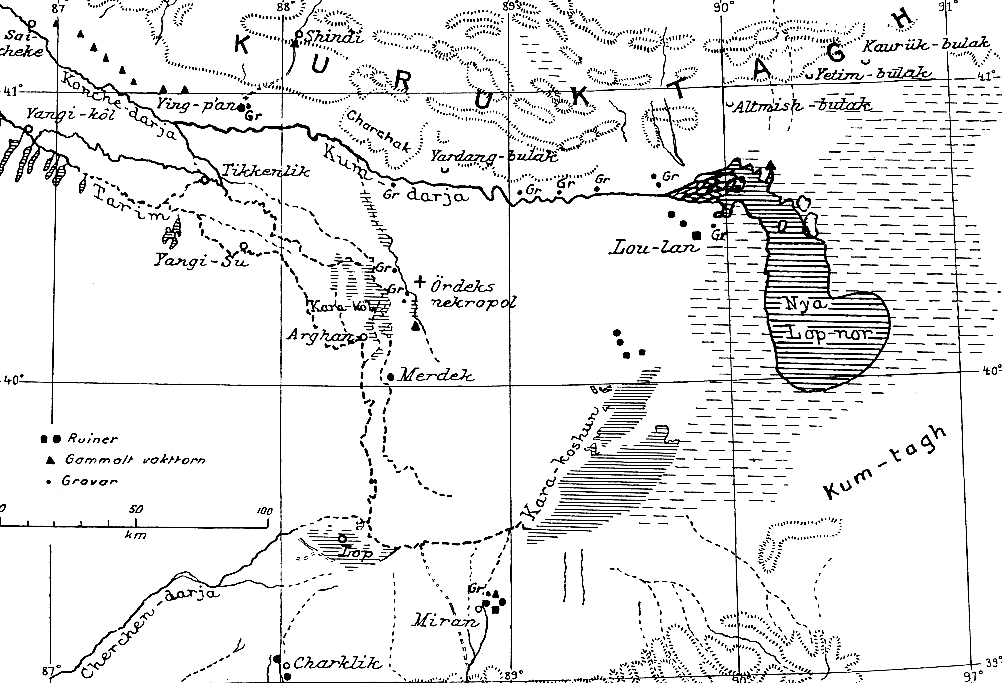
Lou-lan nahe dem See Lop Nor auf einer Landkarte von Folke Bergman aus dem Jahr 1935 mit wichtigen archäologischen Funden der Chinesisch-Schwedischen Expedition (1927–1933)

Loulan ist eine archäologische Ausgrabungsstätte in der Wüste Lop Nor in Xinjiang, China. In der Antike war Loulan eine Oasenstadt am nordwestlichen Ufer des Sees Lop Nor, Sitz eines Königreiches und später eine chinesische Garnisonsstadt. Die Stadt lag an der mittleren Route der Seidenstraße und war die letzte Oase vor der Wüste. 
Loulan (weitere Bezeichnungen: Lao-lan, Leou-lan, Glu-lan, Kharosthi: Kroraimna, Kroraina, Raurata, Rooran) liegt im Kreis Qakilik (若羌县), etwa 230 km nordöstlich des Sitzes der Kreisregierung, der Großgemeinde Ruoqiang (若羌鎮). Der Kreis gehört zum Mongolischen Autonomen Bezirk Bayingolin im Autonomen Gebiet Xinjiang.

## Geschichte
Im Nordwesten Chinas begann um das Jahr 200 v. Chr. eine Periode hoher Temperaturen und starker Niederschläge, die bis zum 5. Jahrhundert durch eine Periode anhaltender Trockenheit und Dürre abgelöst wurde. Ab 200 v. Chr. wurden die Flüsse, die ihr Wasser zum Lop Nor hinführten, zu breiten Strömen, die das Salzwasser des Sees Lop Nor entsalzten, es über das Seeufer schwemmten und große Feuchtgebiete schufen, die landwirtschaftlich genutzt werden konnten. 
Eine klimatische Veränderung führte deshalb ab 200 v. Chr. zu Stadtgründungen in Loulan, Miran, Haitou, Yingpan, Merdek und Qakilik (= Ruoqiang). Unter diesen Städten besaß Loulan mit ihrem Königreich Shanshan aufgrund der Lage an der mittleren Seidenstraße eine beherrschende Rolle, bis das Königshaus durch das chinesische Kaiserreich entmachtet wurde, das nun selber die Seidenstraße kontrollierte und sie mit Signaltürmen entlang der Chinesischen Mauer gegen Überfälle der Xiongnu absicherte. Aufgabe der Einwohner von Loulan war es, die Reisenden auf der Seidenstraße mit Wasser und Proviant zu versorgen.

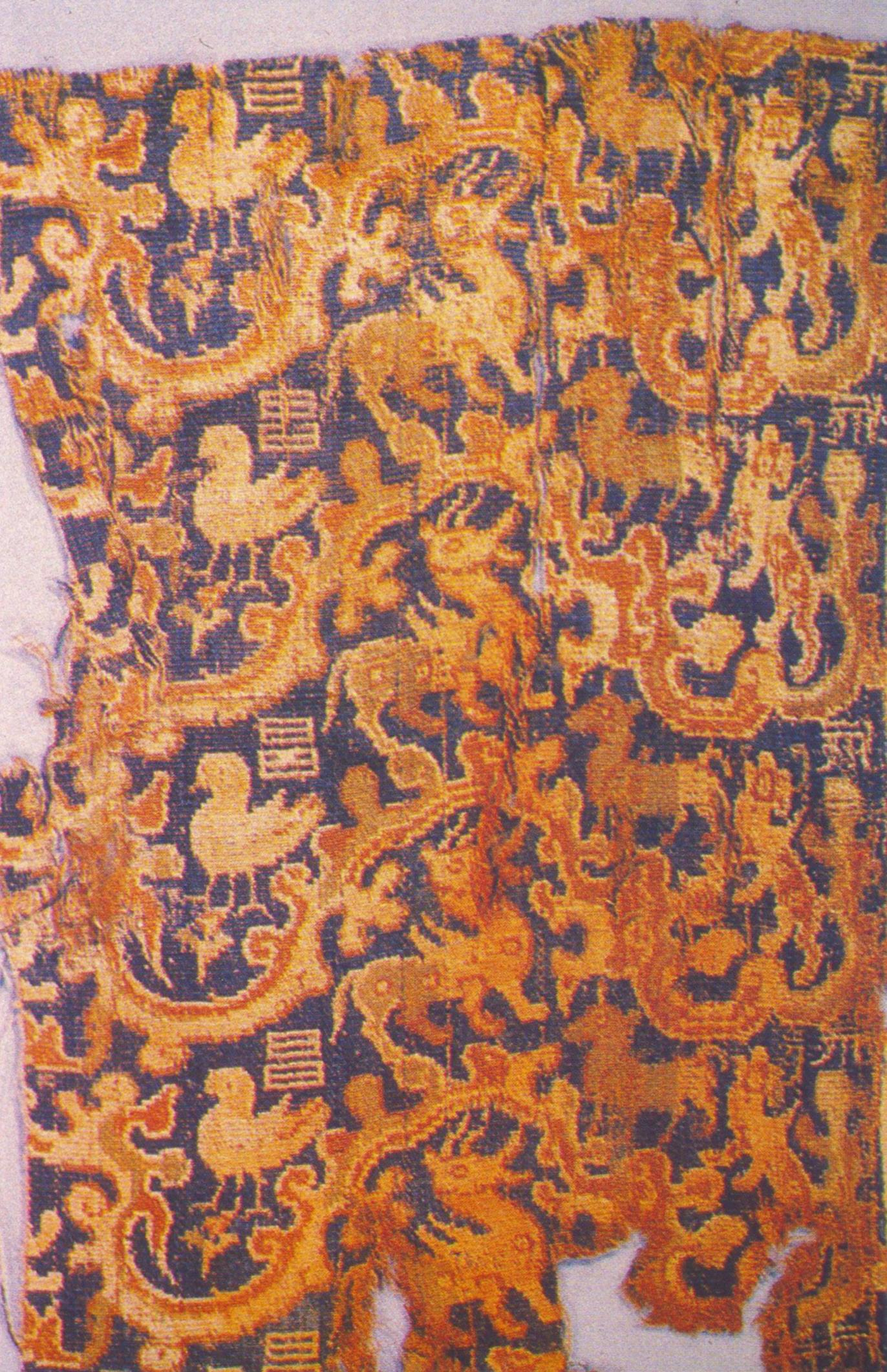
Ein Stück Seide aus Loulan.

Loulan, das an einem Flusslauf lag und als Vorposten der Chinesen eine wirtschaftliche Blütezeit erlebte, wurde um 330 zusammen mit weiteren Siedlungen am Kum-darja wegen des Wassermangels aufgegeben. Eine mögliche Ursache war ein Klimawechsel, der dazu führte, dass die Flussläufe und Flussoasen austrockneten und dass in Loulan von nun an das Süßwasser fehlte; früher wurde vermutet, dass die hier häufigen Erdbeben den Tarim in eine andere Richtung lenkten. Dies wird jedoch heute vor dem Hintergrund des permanent bemühten menschengemachten Klimawandels nicht mehr propagiert. Die mittlere Seidenstraße nördlich des Sees Lop Nor war von nun an unbegehbar, und die Bevölkerung in der Wüste Lop Nor nahm rapide ab. 
Die Stadt Loulan wurde erstmals 176 v. Chr. in einem Brief des Xiongnu-Herrschers Mao-tun Chanyu an den chinesischen Kaiser Wendi erwähnt. Ein Bericht aus dem Jahr 126 v. Chr. über Loulan stammt von dem chinesischen Diplomaten Zhang Qian, der 139 bis 123 v. Chr. im Auftrag des chinesischen Kaisers Wudi die Seidenstraße erkundete. Er berichtete von einer Stadt mit etwa 14.000 Einwohnern und schrieb: „Die Gebiete von Loulan und Gushi haben eine umwallte Stadt und umwallte Vororte; sie liegen am Salzsumpf.“
Am 28. März 1900 erreichte der schwedische Forschungsreisende Sven Hedin Loulan. Er entdeckte die Ruinen der 340 × 310 m großen, von einer Mauer umgebenen ehemaligen Königsstadt und späteren chinesischen Garnisonsstadt Loulan mit dem Ziegelgebäude des chinesischen Militärkommandanten, einen von Sven Hedin Stupa genannten Signalturm der chinesischen Mauer an der Seidenstraße und 19 aus Pappelholz gebauten Wohnhäusern. Anfang März 1901 fand er bei archäologischen Grabungen ein Holzrad, das von einem pferdegezogenen Karren („Arabas“ genannt) stammte, und 276 Schriftdokumente der Jahre 252 bis 310 aus Holz, Papier und Seide, die Aufschluss gaben über die Geschichte der Stadt Loulan. 
Christoph Baumer fand 1994 etwa 5 km südlich der Stadt Loulan einen großen ehemaligen Obstgarten. Er schreibt: „Vor uns stehen mehr als 20 lange Reihen verdorrter Obstbäume, die aus dem 4. Jahrhundert n. Chr. stammen müssen. Wahrscheinlich handelt es sich um Aprikosenbäume.“

### Chinesische Mauer und Seidenstraße

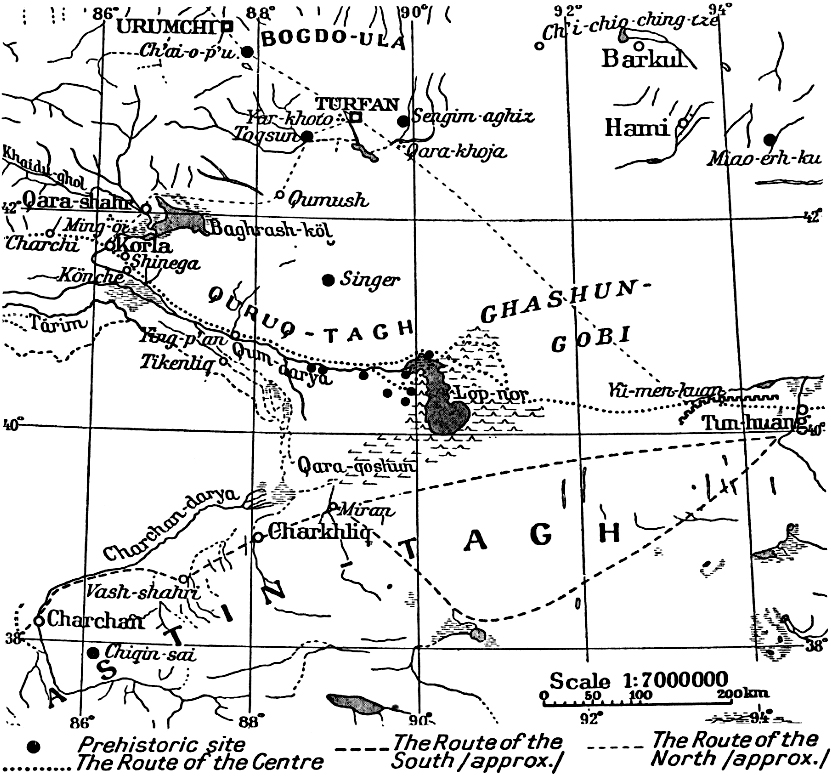
Landkarte von Folke Bergman vom östlichen Xinjiang aus dem Jahr 1939 mit prähistorischen Fundstätten und den Routen der Seidenstraße
• prähistorische Fundstätte
- - - - - vermutete nördliche Route
········· mittlere Route
– – – – vermutete südliche Route

Die mittlere Seidenstraße verlief von Dunhuang über Yumenguan auf einer noch nicht genau geklärten Trasse durch die Lop-Nor-Wüste und das verkrustete Seebecken nördlich des Sees Lop Nor über die Festungen „L.J.“, „Tuken“ und „L.E.“ nach „Loulan“ („LA“ = Loulan station) und von Loulan aus am Nordufer des damals südlicher verlaufenden Kum Darya und des Konqi über Yingpan an zehn Signaltürmen entlang nach Korla. Dieser mittlere Abschnitt der Seidenstraße wurde etwa von 120 v. Chr. bis zum Jahr 330 vorwiegend im Winter benutzt, weil Wasservorräte bei Frost in Form von Eisblöcken transportiert werden konnten. Eine Alternative war ab dem 2. Jahrhundert die nördliche Seidenstraße. Sie vermied die gefürchtete Wüste Lop Nor, indem sie vor Dunhuang in nordwestlicher Richtung nach Turfan führte. In Kaschgar vereinte sie sich mit der südlichen Seidenstraße.
Seit der Han-Dynastie (202 v. Chr.–220 n. Chr.) sorgten Signaltürme (= Wachtürme) für die Orientierung und Sicherheit der Reisenden an der mittleren Seidenstraße. Ruinen von Signaltürmen der Chinesischen Mauer, die die Seidenstraße begleitete, wurden in der Wüste Lop Nor an den folgenden Orten gefunden: in Miran; 45 km südlich von Loulan (Name der Festung: „LK“); 20 km nordöstlich von Merdek beim „Schmalen Fluss“; am Nord- und Nordwestrand des Sees Lop Nor (Namen der Festungen: „L. J.“, „Tuken“, „L. F.“, „L. E.“, „LA“ = Loulan); in Yingpan und von da aus nach Westen am nördlichen Ufer des Kum Darya und des Konqi in dichten Abständen bis Korla und „Charchi“. Nach dem Austrocknen des Sees Lop Nor wurde ab 330 die südliche Seidenstraße benutzt; sie führte von Dunhuang südlich des Sees Lop Nor über Miran nach Qakilik; diese Streckenführung benutzte Marco Polo.
Außerdem bestand eine Straße von Miran nach Loulan, die die mittlere und die südliche Seidenstraße verband. An dieser Straße stand 45 km südlich von Loulan die Festung „LK“ mit den westlich davon gelegenen Siedlungen „LL“, „LM“ und „LR“. Nördlich von „LK“ durchlief diese Straße ein Gebiet mit Yardangs.
Eine weitere Straße führte möglicherweise von Miran oder Ruoqiang (=Qakilik) über die Festung Merdek und den „Schmalen Fluss“ an dem dortigen Signalturm vorbei zu der „mittleren Seidenstraße“ am Fluss Kum Darya.

### Expeditionen nach Loulan

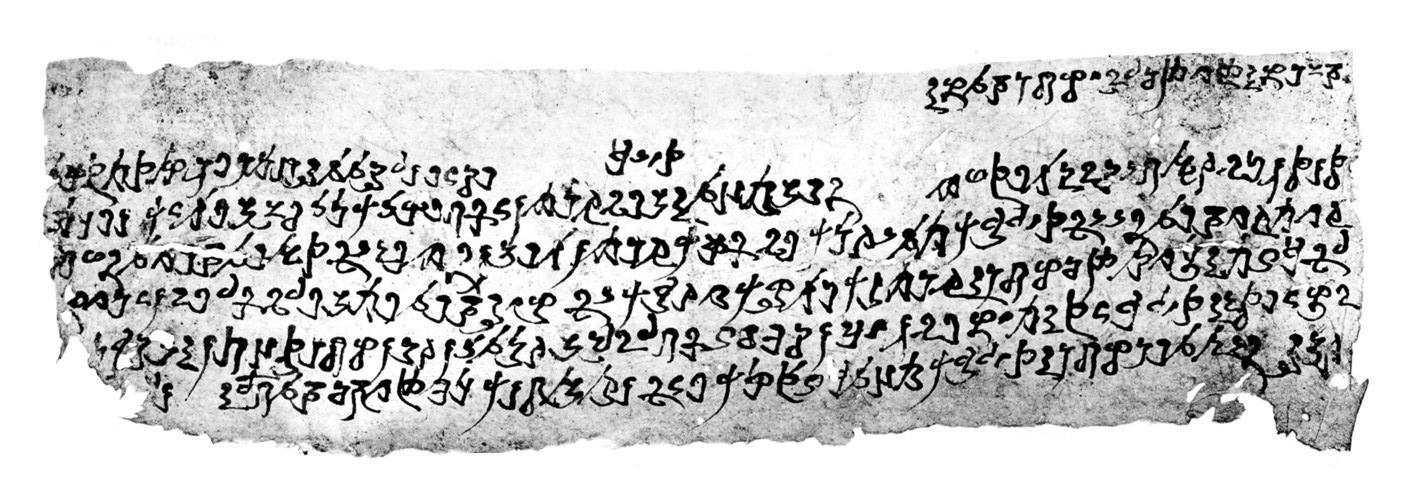
Aurel Stein fand diese Inschrifttafel aus Holz mit Kharoshthi-Schrift in Loulan

Folgende Expeditionen führten nach Loulan:
- 1900–1901 Sven Hedin
- 1905–1906 Ellsworth Huntington
- 1906–1907 Sir Aurel Stein
- 1908–1909 Zuichō Tachibana, Eizaburō Nomura (Kōzui Ōtanis 2. Expedition nach Zentralasien)
- 1910–1911 Zuichō Tachibana (Kōzui Ōtanis 3. Expedition nach Zentralasien)
- 1914 Sir Aurel Stein
- 1928–1935 Chinesisch-Schwedische Expedition, geleitet von Sven Hedin:
  - 1928 Folke Bergman, Erik Norin, Henning Haslund-Christensen
  - 1930 Huang Wenbi
  - 1930–1931 Nils Hörner, Parker C. Chen
  - 1934–1935 Sven Hedin, Parker C. Chen, Huang Wenbi, Folke Bergman
- 1979–1981  Forschungsgruppen der Chinesischen Akademie der Wissenschaften
- 1996 John Hare mit chinesischen Wissenschaftlern

## Literatur

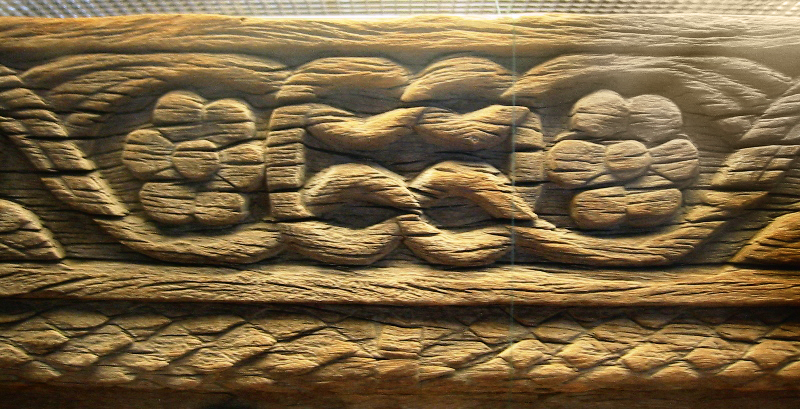
Ein geschnitzter Holzbalken aus Loulan aus dem 3.–4. Jahrhundert. Die Blätter- und Blumenmuster zeigen den Einfluss der westlichen Kulturen im Hellenismus, in Syrien, Iran und Gandhara.